# Ctenosciaena gracilicirrhus
Ctenosciaena gracilicirrhus is een straalvinnige vissensoort uit de familie van ombervissen (Sciaenidae). De wetenschappelijke naam van de soort is voor het eerst geldig gepubliceerd in 1919 door Metzelaar.
De vis wordt in aanzienlijke aantallen in de kustwateren van Suriname aangetroffen.